# حرکت المجاهدین
حرکت المجاهدین اسلامی (اردو: حرکت المجاهدین الاسلامی) گروه جهادگرای اسلامی از پاکستان است که بیشتر در کشمیر فعالیت می‌کند. این گروه با اسامه بن لادن و القاعده ارتباط داشته و از سوی بحرین، سازمان ملل، انگلستان و ایالات متحده به عنوان یک گروه تروریستی معرفی شده‌است. در پاسخ سازمان نام خود را به حرکات المجاهدین تغییر داد. این گروه از حرکت الجهاد اسلامی، گروهی پاکستانی که در سال ۱۹۸۰ برای مبارزه با ارتش شوروی در افغانستان تشکیل شد، جدا یافته‌است. این گروه از سوی دولت هند به عنوان یک سازمان جهادی اعلام و ممنوع شده‌است.

## معرفی به عنوان سازمان تروریستی
کشورها و سازمانهای زیر به‌طور رسمی حرکت المجاهدین را در فهرست سازمان‌های تروریستی قرار داده‌اند.
| کشور                | تاریخ         | منابع  |
| بحرین               |               | [ ۱۳ ] |
| کانادا              |               | [ ۱۴ ] |
| هند                 |               | [ ۱۵ ] |
| بریتانیا            | ۱۴ اکتبر ۲۰۰۵ | [ ۱۶ ] |
| ایالات متحده آمریکا |               | [ ۱۷ ] |